# 卢格尔
卢格尔（法語：Lougres，法語發音：[luɡʁ]）是法国杜省的一个市镇，属于蒙贝利亚尔区。

## 地理
卢格尔（47°28'18"N, 6°41'12"E）面积5.97 平方千米，位于法国勃艮第-弗朗什-孔泰大區杜省，该省份为法国东部内陆省份，北起上索恩省，西接汝拉省，东部及东南部与瑞士接壤，东北部与贝尔福地区省接壤。
与卢格尔接壤的市镇（或旧市镇、城区）包括：圣玛丽、蒙特努瓦、科隆比耶方丹、埃图旺。

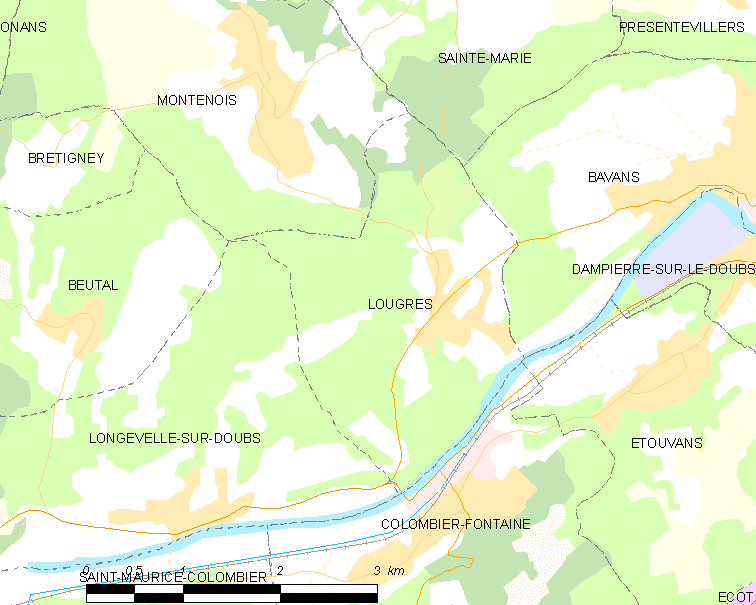
卢格尔的OSM定位图

卢格尔的时区为UTC+01:00、UTC+02:00（夏令时）。

## 行政
卢格尔的邮政编码为25260，INSEE市镇编码为25350。

## 政治
卢格尔所属的省级选区为巴旺县。

## 人口

1962-2008年间卢格尔人口变化图示

卢格尔于2022年1月1日时的人口数量为725人。